# أنتوني واشنطن (لاعب كرة قدم أمريكية)
أنتوني واشنطن (بالإنجليزية: Anthony Washington)‏ هو لاعب كرة قدم أمريكية أمريكي، ولد في 4 فبراير 1958 في سان فرانسيسكو في الولايات المتحدة.

## وصلات خارجية
- أنتوني واشنطن على موقع مرجع كرة القدم المحترفة.كوم (الإنجليزية)